# مارينا (كاليفورنيا)
مارينا (بالإنجليزية: Marina)‏ هي إحدى مدن مقاطعة مونتيري، كاليفورنيا. تم إعطاءها لقب مدينة في 13 نوفمبر، 1975.

## التركيبة السكانية
حدّد مكتب تعداد الولايات المتحدة بيانات التركيبة السكانية لمارينا في تعداد الولايات المتحدة. في ما يلي، التركيبة السكانية حسب تعدادي 2000 و2010.

### تعداد عام 2000
بلغ عدد سكان مارينا 25,101 نسمة بحسب تعداد عام 2000، وبلغ عدد الأسر 6,745 أسرة وعدد العائلات 4,812 عائلة مقيمة في المدينة. في حين سجلت الكثافة السكانية 988.2 نسمة لكل كيلومتر مربع (2,559.4/ميل2). وبلغ عدد الوحدات السكنية 8,537 وحدة بمتوسط كثافة قدره 336.1 لكل كيلومتر مربع (870.5/ميل2).
وتوزع التركيب العرقي للمدينة بنسبة 43.74% من البيض و14.34% من الأمريكيين الأفارقة و0.74% من الأمريكيين الأصليين و16.27% من الأمريكيين ذوي الأصول الآسيوية و2.10% من سكان جزر المحيط الهادئ و14.81% من الأعراق الأخرى و7.99% من عرقين مختلطين أو أكثر و23.19% من الهسبانيون أو اللاتينيون من أي عرق.
بلغ عدد الأسر 6,745 أسرة كانت نسبة 40.2% منها لديها أطفال تحت سن الثامنة عشر تعيش معهم، وبلغت نسبة الأزواج القاطنين مع بعضهم البعض 51.1% من أصل المجموع الكلي للأسر، ونسبة 15.1% من الأسر كان لديها معيلات من الإناث دون وجود شريك،  بينما كانت نسبة 5.2% من الأسر لديها معيلون من الذكور دون وجود شريكة وكانت نسبة 28.7% من غير العائلات. تألفت نسبة 21.4% من أصل جميع الأسر من عدة أفراد يعيشون في نفس المنزل ونسبة 6.4% كانت تتألف من شخص يعيش بمفرده يبلغ من العمر 65 عاماً أو أكثر. وبلغ متوسط حجم الأسرة المعيشية 2.79، أما متوسط حجم العائلات فبلغ 3.25.
بلغ العمر الوسطي للسكان 32.3 عاماً. وكانت نسبة 20.1% من القاطنين تحت سن الثامنة عشر، وكانت نسبة 6.7% بين الثامنة عشر والرابعة والعشرين عاماً، ونسبة 24.3% كانت واقعةً في الفئة العمرية ما بين الخامسة والعشرين والرابعة والأربعين عاماً، ونسبة 16% كانت ما بين الخامسة والأربعين والرابعة والستين، ونسبة 7.7% كانت ضمن فئة الخامسة والستين عاماً فما فوق. يوجد لكل 100 أنثى 96.0 ذكر، ويوجد لكل 100 أنثى في الثامنة عشر من عمرها فما فوق 91.8 ذكر.
بلغ متوسط دخل الأسرة في المدينة 43,000 دولارًا، أما متوسط دخل العائلة فبلغ 46,139 دولارًا. وكان متوسط دخل الذكور 43,139 دولارًا مقابل 26,679 دولارًا للإناث. وسجل دخل الفرد الخاص بالمدينة 18,860 دولارًا. وكانت نسبة 10.7% من العائلات ونسبة 13.1% من السكان تحت خط الفقر، وكان من هؤلاء نسبة 19% تحت سن الثامنة عشر ونسبة 5.9% في الخامسة والستين من العمر وما فوق.

### تعداد عام 2010
بلغ عدد سكان مارينا 19,718 نسمة بحسب تعداد عام 2010، وبلغ عدد الأسر 6,845 أسرة وعدد العائلات 4,671 عائلة مقيمة في المدينة. في حين سجلت الكثافة السكانية 776.3 نسمة لكل كيلومتر مربع (2,010.6/ميل2). وبلغ عدد الوحدات السكنية 7,200 وحدة بمتوسط كثافة قدره 283.5 لكل كيلومتر مربع (734.3/ميل2).
وتوزع التركيب العرقي للمدينة بنسبة 45.16% من البيض و7.54% من الأمريكيين الأفارقة و0.71% من الأمريكيين الأصليين و19.94% من الأمريكيين ذوي الأصول الآسيوية و2.76% من سكان جزر المحيط الهادئ و13.89% من الأعراق الأخرى و10.01% من عرقين مختلطين أو أكثر و27.24% من الهسبانيون أو اللاتينيون من أي عرق.
بلغ عدد الأسر 6,845 أسرة كانت نسبة 36.8% منها لديها أطفال تحت سن الثامنة عشر تعيش معهم، وبلغت نسبة الأزواج القاطنين مع بعضهم البعض 45.7% من أصل المجموع الكلي للأسر، ونسبة 16.5% من الأسر كان لديها معيلات من الإناث دون وجود شريك،  بينما كانت نسبة 6.1% من الأسر لديها معيلون من الذكور دون وجود شريكة وكانت نسبة 31.8% من غير العائلات. تألفت نسبة 23.2% من أصل جميع الأسر من عدة أفراد يعيشون في نفس المنزل ونسبة 8.1% كانت تتألف من شخص يعيش بمفرده يبلغ من العمر 65 عاماً أو أكثر. وبلغ متوسط حجم الأسرة المعيشية 2.75، أما متوسط حجم العائلات فبلغ 3.26.
بلغ العمر الوسطي للسكان 34.0 عاماً. وكانت نسبة 24.2% من القاطنين تحت سن الثامنة عشر، وكانت نسبة 12.9% بين الثامنة عشر والرابعة والعشرين عاماً، ونسبة 26.3% كانت واقعةً في الفئة العمرية ما بين الخامسة والعشرين والرابعة والأربعين عاماً، ونسبة 25.2% كانت ما بين الخامسة والأربعين والرابعة والستين، ونسبة 11.4% كانت ضمن فئة الخامسة والستين عاماً فما فوق. وتوزع التركيب الجنسي للسكان بنسبة 48.1% ذكور و51.9% إناث.